# Softbal op de Olympische Zomerspelen 2008
Softbal is een van de sporten die beoefend werden tijdens de Olympische Zomerspelen 2008 in Peking (Beijing). De wedstrijden werden gehouden van 12 augustus tot en met 21 augustus, en vonden allemaal plaats op het Fengtai Softbal Field, dat eerder al diende als gaststadion voor de Aziatische Spelen 1990 en voor de Olympische Spelen een grondige renovatie onderging.
Er deden aan deze sport alleen vrouwen mee; mannen strijden om de prijzen bij honkbal. Het Internationaal Olympisch Comité besloot softbal van de lijst met onderdelen voor de Olympische Zomerspelen 2012 te verwijderen, dus dit was voorlopig de laatste keer zijn dat softbal in olympisch verband werd beoefend.

## Opzet
Er deden acht teams mee aan het toernooi, dat uit twee rondes bestond. In de eerste ronde speelde elk team eenmaal tegen de anderen. De beste vier teams gingen uiteindelijk door naar de tweede ronde. Daarin speelden de nummers een en twee tegen elkaar. De winnaar van die wedstrijd speelde in de finale. Ook de nummers drie en vier speelden tegen elkaar. De winnaar daarvan speelde tegen de verliezer van de andere wedstrijd. De winnaar daarvan speelde ook in de finale, de verliezer zou de bronzen medaille winnen.

## Kwalificatie
Zeven landen konden zich plaatsen voor de Spelen. Gastheer China was daar al zeker van.

## Programma

### Voorronde
| datum       | tijd  | land             |        | land             |
| ----------- | ----- | ---------------- | ------ | ---------------- |
| 12 augustus | 09:30 | Chinees Taipei   | 1 - 6  | Canada           |
| 12 augustus | 12:00 | Venezuela        | 0 - 11 | Verenigde Staten |
| 12 augustus | 17:00 | Nederland        | 2 - 10 | China            |
| 12 augustus | 19:30 | Japan            | 4 - 3  | Australië        |
| 13 augustus | 09:30 | Venezuela        | 1 - 7  | China            |
| 13 augustus | 12:00 | Verenigde Staten | 3 - 0  | Australië        |
| 13 augustus | 17:00 | Chinees Taipei   | 1 - 2  | Japan            |
| 13 augustus | 19:30 | Nederland        | 2 - 9  | Canada           |
| 14 augustus | 09:30 | China            | 1 - 3  | Australië        |
| 14 augustus | 18:15 | Japan            | 3 - 0  | Nederland        |
| 14 augustus | 20:30 | Chinees Taipei   | 3 - 0  | Venezuela        |
| 15 augustus | 09:30 | China            | 0 - 1  | Canada           |
| 15 augustus | 12:00 | Japan            | 0 - 7  | Verenigde Staten |
| 15 augustus | 14:45 | Canada           | 1 - 8  | Verenigde Staten |
| 15 augustus | 17:00 | Chinees Taipei   | 1 - 3  | Australië        |
| 15 augustus | 19:30 | Venezuela        | 8 - 0  | Nederland        |
| 16 augustus | 09:30 | China            | 0 - 3  | Japan            |
| 16 augustus | 12:00 | Verenigde Staten | 7 - 0  | Chinees Taipei   |
| 16 augustus | 17:00 | Nederland        | 0 - 8  | Australië        |
| 16 augustus | 19:30 | Canada           | 0 - 2  | Venezuela        |
| 17 augustus | 09:30 | China            | 1 - 2  | Chinees Taipei   |
| 17 augustus | 12:00 | Japan            | 5 - 2  | Venezuela        |
| 17 augustus | 17:00 | Canada           | 0 - 4  | Australië        |
| 17 augustus | 19:30 | Verenigde Staten | 8 - 0  | Nederland        |
| 18 augustus | 09:30 | Nederland        | 4 - 2  | Chinees Taipei   |
| 18 augustus | 12:00 | China            | 0 - 9  | Verenigde Staten |
| 18 augustus | 17:00 | Canada           | 0 - 6  | Japan            |
| 18 augustus | 19:30 | Venezuela        | 2 - 9  | Australië        |

#### Eindstand
| Voorronde |                  |             |             |             |      |      |       |    |
| #         | Land             | Wedstrijden | Wedstrijden | Wedstrijden | Runs | Runs | W/V % | Gb |
| #         | Land             | G           | W           | V           | V    | T    | W/V % | Gb |
| 1         | Verenigde Staten | 7           | 7           | 0           | 53   | 1    | 1.000 | -  |
| 2         | Japan            | 7           | 6           | 1           | 23   | 13   | 0.857 | 1  |
| 3         | Australië        | 7           | 5           | 2           | 30   | 11   | 0.714 | 2  |
| 4         | Canada           | 7           | 3           | 4           | 17   | 23   | 0.429 | 4  |
| 5         | Chinees Taipei   | 7           | 2           | 5           | 10   | 23   | 0.286 | 5  |
| 6         | China            | 7           | 2           | 5           | 19   | 21   | 0.286 | 5  |
| 7         | Venezuela        | 7           | 2           | 5           | 15   | 35   | 0.286 | 5  |
| 8         | Nederland        | 7           | 1           | 6           | 8    | 48   | 0.143 | 6  |

### Finalewedstrijden
De nummers 1 en 2 van de voorronde spelen om een plaats in de finale, de verliezer van deze wedstrijd gaat naar de herkansing. De nummers 3 en 4 van de voorronde spelen om een plaats in de herkansing. De winnaar van de herkansing is de tweede finalist. De verliezer ontvangt brons.
| datum       | tijd  | land             |       | land   |
| ----------- | ----- | ---------------- | ----- | ------ |
| 20 augustus | 09:30 | Verenigde Staten | 4 - 1 | Japan  |
| 20 augustus | 12:00 | Australië        | 5 - 3 | Canada |

### Herkansing
| datum       | tijd  | land  |       | land      |
| ----------- | ----- | ----- | ----- | --------- |
| 20 augustus | 17:00 | Japan | 4 - 3 | Australië |

### Finale
| datum       | tijd  | land             |       | land  |
| ----------- | ----- | ---------------- | ----- | ----- |
| 21 augustus | 18:30 | Verenigde Staten | 1 - 3 | Japan |

### Eindrangschikking
| Goud | Zilver | Brons | 4 |
| Japan Nako Emoto Motoko Fujimoto Megu Hirose Emi Inui Sachiko Ito Ayumi Karino Satoko Mabuchi Yukiyo Mine Masumi Mishina Rei Nishiyama Hiroko Sakai Rie Sato Mika Someya Yukiko Ueno Eri Yamada                           | Verenigde Staten Monica Abbott Laura Berg Crystl Bustos Andrea Duran Jennie Finch Tairia Flowers Vicky Galindo Lovieanne Jung Kelly Kretschman Lauren Lappin Caitlin Lowe Jessica Mendoza Stacey Nuveman Cat Osterman Natasha Watley | Australië Jodie Bowering Kylie Cronk Kelly Hardie Tanya Harding Sandy Lewis Simmone Morrow Tracey Mosley Stacey Porter Melanie Roche Justine Smethurst Danielle Stewart Natalie Titcume Natalie Ward Belinda Wright Kerry Wyborn                      | Canada Lauren Bay Regula Alison Bradley Erin Cumpstone Danielle Lawrie Sheena Lawrick Caitlin Lever Robin Mackin Noemie Marin Melanie Matthews Erin McLean Dione Meier Kaleigh Rafter Jennifer Salling Megan Timpf Jennifer Yee                        |
| 5 | 6 | 7 | 8 |
| Chinees Taipei Chen Miao Yi Chiang Hui Chuan Chueh Ming Hui Hsu Hsiu Ling Huang Hui Wen Lai Meng Ting Lai Sheng Jung Li Chiu Ching Lin Su Hua Lo Hsiao Ting Lu Hsueh Mei Pan-Tzu Hui Tung Yun Chi Wen Li Hsiu Wu Chia Yen | China Guo Jia Lei Donghui Li Chunxia Li Qi Lü Wei Pan Xia Sun Li Tan Ying Wu Di Xin Minhong Yu Huili Yu Yanhong Zhang Ai Zhang Lifang Zhou Yi                                                                                        | Venezuela Yuruby Alicart Mariangee Bogado Marianella Castellanos Zuleima Cirimelle Denisse Fuenmayor Johana Gómez Desiree Mújica Yusmary Pérez Jineth Pimentel Geraldine Puertas Maribel Riera Mailes Rodríguez Rubilena Rojas Yaicey Sojo Maria Soto | Nederland Noémi Boekel Marloes Fellinger Sandra Gouverneur Petra van Heijst Judith van Kampen Kim Kluijskens Saskia Kosterink Jolanda Kroesen Daisy de Peinder Marjan Smit Rebecca Soumeru Nathalie Timmermans Ellen Venker Britt Vonk Kristi de Vries |

Atlanta 1996 · 
Sydney 2000 · 
Athene 2004 · 
Peking 2008 · 
Tokio 2020 · 
Los Angeles 2028 
Medaillewinnaars
atletiek · badminton · basketbal · boksen · boogschieten · gewichtheffen · gymnastiek · handbal · hockey · honkbal · judo · kanovaren · moderne vijfkamp · paardensport · roeien · schermen · schietsport · schoonspringen · softbal · synchroonzwemmen · taekwondo · tafeltennis · tennis · triatlon · voetbal · volleybal · waterpolo · wielersport · worstelen · zeilen · zwemmen